# Petr Vokřál
Petr Vokřál (* 19. ledna 1964 Frýdek-Místek) je český politik, manažer a podnikatel. Dlouhodobě působil na vrcholných pozicích společnosti .A.S.A., v letech 2014 až 2018 byl primátorem Brna, v letech 2014 až 2022 byl zastupitelem města Brna, v letech 2014 až 2015 a znovu v letech 2022 až 2024 působil jako zastupitel městské části Brno-Kníničky, v letech 2016 až 2020 byl zastupitelem Jihomoravského kraje. Mezi lety 2014 a 2020 byl členem hnutí ANO, v němž zastával od února 2015 do června 2020 funkci místopředsedy. Následně začal spolupracovat s hnutím PŘÍSAHA, kde je od roku 2025 místopředsedou.

## Život
V letech 1978 až 1982 vystudoval gymnázium na Slovanském náměstí v Brně a později v letech 1982 až 1987 pak Fakultu stavební Vysokého učení technického v Brně (získal tak titul Ing.).
Po ukončení vysokoškolských studií nastoupil základní vojenskou službu v Kroměříži. Po návratu z vojny započal svou profesionální kariéru ve Výzkumném ústavu inženýrských staveb. Zde setrval jen do roku 1991, jelikož se mu naskytla možnost nastoupit na vznikající odbor životního prostředí Magistrátu města Brna, kde se zabýval odpadovým hospodářstvím.
Po roce se však rozhodl přesunout své pracovní zaměření do soukromého sektoru a v roce 1992 nastoupil do společnosti .A.S.A. (jako pátý zaměstnanec v České republice). Postupně se vypracoval z řadového zaměstnance na pozici generálního ředitele pro ČR (rok 1997) a později pro střední a východní Evropu. V roce 2002 se tak stal zodpovědnou osobou za obchodní aktivity společnosti .A.S.A. v sedmi zemích světa s více než 400 zaměstnanci.
Od roku 2009 zastával post předsedy představenstva celého holdingu se sídlem ve Vídni. V roce 2013 se po neshodách se španělskými akcionáři rozhodl rezignovat na svou pozici a společnost .A.S.A. opustit.
Petr Vokřál je rozvedený a má čtyři děti. Žije v Brně, konkrétně v městské části Kníničky.

## Politické působení
Od března 2014 byl členem hnutí ANO.
V červnu 2014 byl zvolen lídrem kandidátky ANO pro komunální volby v roce 2014 do Zastupitelstva města Brna a zároveň i kandidátem hnutí na post brněnského primátora. Kandidoval rovněž do Zastupitelstva městské části Brno-Kníničky. V říjnových volbách uspěl jak ve městě Brně, tak v Kníničkách. Koalice ANO, Žít Brno, KDU-ČSL a SZ, která vznikla po volbách, jej 25. listopadu 2014 zvolila novým primátorem, v čele města tak nahradil Romana Onderku. Na jaře 2015 pak na funkci zastupitele MČ Brno-Kníničky rezignoval.
Na III. sněmu ANO byl na konci února 2015 zvolen místopředsedou hnutí. Uspěl v prvním kole volby, získal 125 hlasů ze 188 možných (tj. 66 %). V krajských volbách v roce 2016 byl za ANO zvolen zastupitelem Jihomoravského kraje (vlivem preferenčních hlasů se posunul ze 14. místa na první místo). Na IV. sněmu hnutí ANO 2011 v únoru 2017 obhájil post místopředsedy hnutí, získal 173 hlasů.
Ve volbách do Poslanecké sněmovny PČR v roce 2017 kandidoval za ANO v Jihomoravském kraji na posledním místě kandidátky, ale neuspěl.
Před prezidentskými volbami roku 2018 podpořil kandidaturu Jiřího Drahoše, což byl v hnutí ANO spíše menšinový názor.
V komunálních volbách v roce 2018 obhájil z pozice lídra kandidátky ANO post zastupitele města Brna. Koalici však následně uzavřely druhá "ODS s podporou Svobodných", třetí KDU-ČSL, čtvrtí Piráti a pátá Česká strana sociálně demokratická. Novou primátorkou města se dne 20. listopadu 2018 stala Markéta Vaňková z ODS.
Ve stejných volbách též vedl z pozice člena hnutí ANO kandidátku subjektu "Pro Kníničky" do Zastupitelstva městské části Brno-Kníničky, ale neuspěl. Hnutí získalo jediný mandát a Hana Juránková jej z druhého místa přeskočila. Na V. sněmu ANO v únoru 2019 obhájil post místopředsedy hnutí (hlas mu dalo 195 ze 237 delegátů).
V červenci 2019 se v rozhovoru pro Aktuálně.cz označil jako „pracující nezaměstnaný“ s tím, že jako koaliční zastupitel Jihomoravského kraje dostává 7 500 Kč měsíčně a jako opoziční zastupitel města Brna zhruba stejnou částku. Dále je pak předsedou dozorčí rady společnosti Thermal Pasohlávky (od června 2018), kde činí odměna 7 000 Kč, a členem dozorčí rady akciové společnosti Veletrhy Brno (od prosince 2018) s odměnou 15 000 Kč. Všechny částky jsou v hrubém.
V roce 2016 byl Vokřál oceněn za zlepšování vztahů mezi Českem a Německem Velkým křížem Spolkové republiky Německo. Dne 20. února 2019 také převzal Velké zlaté čestné vyznamenání za zásluhy o Rakouskou republiku, neboť jako primátor usiloval o sblížení s Rakouskem a o historické smíření s bývalými německojazyčnými obyvateli Brna, kteří byli roku 1945 z města vysídleni.
V krajských volbách v roce 2020 měl být lídrem hnutí ANO v Jihomoravském kraji.
V komunálních volbách v roce 2022 již do Zastupitelstva města Brna nekandidoval. Ve stejných volbách kandidoval do Zastupitelstva městské části Brno-Kníničky z 2. místa kandidátky subjektu „Nezávislí kandidáti pro Kníničky s podporou KDU-ČSL“. Mandát zastupitele městské části se mu podařilo získat, na mandát však v dubnu 2024 rezignoval.
Ve volbách do Senátu PČR v roce 2022 kandidoval jako nestraník za ANO v obvodu č. 58 – Brno-město. V prvním kole skončil druhý s podílem hlasů 26,59 %, a postoupil tak do druhého kola, v němž se utkal s kandidátem ODS (jehož kandidaturu dále podporovali ČSSD, hnutí Fakt Brno a hnutí Vaši starostové) Jiřím Duškem. Ve druhém kole prohrál poměrem hlasů 37,08 % : 62,91 %.

### Rezignace v hnutí ANO
Dne 1. června 2020 Vokřál oznámil svoji rezignaci v politice a především v hnutí ANO. Uvedl: „ANO se ale vydalo spíše směrem politikaření v klasické partaji, kde jedinou starostí je vyhrát volby. Toto je pro mě málo.“ Vokřál byl označován jako jeden z posledních zástupců liberálního křídla strany. Ve stejném roce oznámila svůj konec ve hnutí také Adriana Krnáčová, bývalá pražská primátorka.

### Spolupráce s hnutím PŘÍSAHA
V říjnu 2023 byl Vokřál představen předsedou hnutí PŘÍSAHA Robertem Šlachtou jako člen expertního týmu hnutí. Vokřál měl hnutí připravit na krajské a senátní volby na podzim 2024, návrat do aktivní politiky tehdy neplánoval a svoji roli vnímal dle vlastního vyjádření jako poradenskou. V březnu 2024 se navzdory tomuto vyjádření stal z pozice nestraníka lídrem hnutí PŘÍSAHA do krajských voleb v září 2024 a kandidátem na post hejtmana Jihomoravského kraje.
V lednu 2025 se stal členem hnutí PŘÍSAHA a na sněmu hnutí na začátku února 2025 byl zvolen jeho místopředsedou.
Ve volbách do Poslanecké sněmovny PČR v roce 2025 je lídrem hnutí Přísaha v Jihomoravském kraji.